# یوتونهایمن
یوتونهایمن،(به انگلیسی :Jotunheimen) یک منطقهٔ کوهستانی، در مرکز جنوب نروژ، بین دره اوتادالن، در شمال، دره‌های گودبراندزدالن، در شرق، منطقه مسکونی والدرس در جنوب و سوگنفیورد در غرب قرار گرفته‌است. کوه‌های این منطقه، بلندترین ارتفاعات، در شمال اروپا را تشکیل داده؛ و متعلق به رشته کوه‌های اسکاندیناوی هستند.
هیچ مرز کاملاً تعریف شده‌ای، برای تمایز دقیق منطقهٔ کوهستانی یوتونهایمن، از محیط اطراف وجود ندارد. معمولاً به منظور تمایز یوتونهایمن، به درّه‌های اطراف، اشاره می‌شود. بر اساس این تعریف، محدودهٔ یوتونهایمن در مجموع، تقریباً ۳۵۰۰ کیلومتر مربع را پوشش می‌دهد و در این منطقه ۲۶ قله، که بلندترین قله‌های کوه، در کشور نروژ محسوب می‌شوند، وجود دارند.
در سال ۱۹۸۰ میلادی، پارک ملی یوتونهایمن، با مساحتی برابر ۱۱۵۱ کیلومتر مربع تأسیس شد.
قلهٔ گالدهوپیگن، که با ارتفاع ۲۴۶۹ متر بالاتراز سطح دریا، بلندترین قلهٔ موجود در خاک کشور نروژ است؛ بخشی از این منطقهٔ کوهستانی، یعنی منطقهٔ کوهستانی یوتونهایمن، محسوب می‌شود.